# What Up, What's Haapnin'
What Up, What's Haapnin' is de derde single van Paper Trail,het zesde album van de Amerikaanse rapper T.I.. Het nummer werd geproduceerd door Drumma Boy en uitgebracht op 2 september 2008 door het platenlabel Grand Hustle/Atlantic.
De videoclip van dit nummer debuteerde op 12 september 2008 op Streetcred.com, maar werd officieel uitgegeven op 16 september 2008 via iTunes.

## Nummer
| Nr. | Titel                    | Schrijver(s)                                       | Sample(s)                                                                     | Duur |
| --- | ------------------------ | -------------------------------------------------- | ----------------------------------------------------------------------------- | ---- |
| 1.  | What Up, What's Haapnin' | Clifford Harris, Christopher Gholson, Harvey Mason | - Bevat samples van "Never Gonna Give You Up", origineel van Harvey Mason jr. | 5:03 |

## Hitlijsten
| Hitlijst (2008)                      | Hoogste positie |
| ------------------------------------ | --------------- |
| U.S. Billboard Hot 100               | 84              |
| U.S. Billboard Hot R&B/Hip-Hop Songs | 97              |